# Distrito de Nakasongola
El distrito de Nakasongola es un distrito de la región central de Uganda. La sede administrativa del distrito es la ciudad de Nakasongola.

## Ubicación
El distrito de Nakasongola limita al noroeste con el distrito de Apac, con el distrito de Amolatar y con el distrito de Masindi. Al este, limita con el distrito de Kayunga, al sur con el distrito de Luweero, y al suroeste con el distrito de Nakaseke. Nakasongola, el principal centro municipal, administrativo y comercial del distrito, está a aproximadamente 140 kilómetros por carretera, al norte de Kampala, la capital y ciudad más grande de Uganda.

## Historia
El distrito de Nakasongola fue creado en 1997. Antes de eso, era parte del distrito de Luweero. La comisión de investigación sobre el sistema de gobierno local en 1987 reconoció que Nakasongola estaba demasiado lejos del centro administrativo de Luweero para ser administrado directamente desde allí. Nakasongola sufrió un relativo descuido debido a la distancia de la entonces sede del distrito. Esto se convirtió en la base para la creación del distrito de Nakasongola en 1997. El distrito cubre 4 909 kilómetros cuadrados, de los cuales el 4.6% es humedal permanente.[cita requerida]

## Condados
El distrito está compuesto por los siguientes tres condados:
- Kyabujingo
- Buluuli
- Budyebo

## Población
El censo nacional de 1991 situó la población del distrito en alrededor de 100 500 habitantes. En 2002, el censo estimó la población en 127 100 personas, de las cuales 62.312 (49,7 %) eran mujeres y 62.985 (50,3 %) eran hombres. En 2012, la población del distrito se estimó en 156 500 habitantes.